# Парко Шицо-Паркитело (Бари)
Парко Шицо-Паркитело (итал. Parco Scizzo-Parchitello) је насеље у Италији у округу Бари, региону Апулија.
Према процени из 2011. у насељу је живело 3705 становника. Насеље се налази на надморској висини од 39 м.